# Clinocentrus rhysipoloides
Clinocentrus rhysipoloides är en stekelart som beskrevs av Sergey A. Belokobylskij 1995. Clinocentrus rhysipoloides ingår i släktet Clinocentrus och familjen bracksteklar. Inga underarter finns listade i Catalogue of Life.